# Anthony Mullens
Sir Anthony Richard Guy Mullens, KCB, OBE (* 10. Mai 1936; † 27. November 2009) war ein britischer Offizier der British Army, der unter anderem von 1989 bis 1992 Stellvertretender Chef des Verteidigungsstabes für Systeme (Deputy Chief of the Defence Staff (Systems)) war.

## Leben
Anthony Richard Guy Mullens, Sohn von Brigadier Guy John de Wette Mullens, OBE (1899–1981), aus dessen Ehe mit Gwendoline Joan Maclean. Nach dem Besuch des Eton College absolvierte er eine Kadettenausbildung an der Royal Military Academy Sandhurst. Nach deren Abschluss trat er 1956 in die British Army ein, als Second Lieutenant im Regiment der 4th/7th Royal Dragoon Guards ein, in dem bereits sein Vater gedient hatte. Nach verschiedenen darauf folgenden Verwendungen als Offizier und Stabsoffizier wurde er 1972 Chef des Stabes der 8. Infanteriebrigade (8th Infantry Brigade), mit der er während des Nordirlandkonfliktes am 8. Juli 1972 an der Operation Motorman teilnahm, der Beseitigung der Barrikaden in Derry. 1973 wurde er als Member des Order of the British Empire (MBE) ausgezeichnet. Im März 1976 wurde er als Lieutenant-Colonel Kommandeur (Commanding Officer) der in Deutschland stationierten 4th/7th Royal Dragoon Guards und verblieb auf diesem Posten bis März 1978.
Mullens, der 1979 zum Officer des Order of the British Empire (OBE) erhoben wurde, übernahm im April 1980 als Brigadier den Posten als Kommandeur der 7. Panzerbrigade (7th Armoured Brigade) und behielt diesen bis September 1982. Danach wechselte er ins Verteidigungsministerium des Vereinigten Königreichs (Ministry of Defence) und war zwischen Oktober 1982 und August 1985 Stellvertretender Militärischer Sekretär (Deputy Military Secretary). Im Anschluss wurde er zum Major-General befördert und wurde als Nachfolger von Major-General David Thorne Kommandeur der 1. Panzerdivision (General Officer Commanding, 1st Armoured Division). Er verblieb auf diesem Posten bis Juli 1987 und wurde daraufhin von Major-General Richard Swinburn abgelöst.
Im August 1987 kehrte Major-General Anthony Mullens ins Verteidigungsministerium zurück und war dort zunächst bis April 1989 Assistierender Chef des Verteidigungsstabes für operative Anforderungen der Landstreitkräfte (Assistant Chief of the Defence Staff (Operational Requirements) (Land)). Zuletzt wurde er zum Lieutenant-General befördert und wurde im Mai 1989 Nachfolger von Vice-Admiral Sir Jeremy Black als Stellvertretender Chef des Verteidigungsstabes für Systeme (Deputy Chief of the Defence Staff (Systems)). Er verblieb in dieser Funktion bis zu seinem Eintritt in den Ruhestand im April 1992, woraufhin Air Marshal Sir Roger Austin ihn ablöste. Am 17. Juni 1989 wurde er zum Knight Commander des militärischen Zweiges des Order of the Bath (KCB) geschlagen und führte fortan das Prädikat „Sir“.
Nach seinem Ausscheiden aus dem militärischen Dienst wurde er 1992 Partner des Beratungsunternehmens Varley Walker & Partners. Von 1994 bis 2000 hatte er das zeremonielle Amt des Colonel der Royal Dragoon Guards inne. Seine 1964 geschlossene Ehe mit Dawn Elizabeth Hermione Pease blieb kinderlos.